# Leis e Código do Ciberespaço
No Ciberespaço, assim como em uma constituição, existe uma forma de regular os usuários, de forma a garantir que o direito de todos sejam respeitados. Esse regulador é composto pelas leis e o código do ciberespaço, onde são o software e hardware que fazem o ciberespaço da forma que ele é. Dessa forma, com as alterações e mudanças no código, a consequencia é que o caráter do ciperespaço também mude. 

## Ciberespaço
O termo Ciberespaço foi criado pelo escritor norte-americano William Gibson no seu livro de ficção científica Neuromancer e depois empregado em larga escala pelos criadores e usuários das redes digitais. O termo designa todo o conjunto de rede de computadores nas quais circulam todo tipo de informação. É o espaço não físico constituído pelas redes digitais, onde se constrói uma fonte de relacionamentos sem a necessidade da presença física do ser humano. 

## Código
A palavra código pode ser entendida e aplicada de diversas maneiras. No ciberespaço Lawrence Lessig não restringiu esse termo apenas ao software e designou o código como a arquitetura do ciberespaço. O termo arquitetura nesse conceito de ciberespaço é referente à forma como um sistema (software e hardware) se organiza e se estrutura. Dessa forma, o termo código é entendido como a arquitetura do sistema em não como seu comportamento funcional. 
Existe uma crença comum de que o ciberespaço não pode ser regulado. Dessa forma, inúmeras pessoas acreditam que o ciberespaço é imune ao controle do governo (ou órgãos reguladores). O código argumenta de forma contrária e afirma que essa crença está errada. A arquitetura, a estrutura própria do ciberespaço é quem dita a forma como as interações poderão ou não ser feitas. As pessoas podem e devem escolher que tipo de ciberespaço querem e que liberdades serão garantidas. Essas escolhas são todas sobre arquitetura, sobre que tipo de código irá governar o ciberespaço e quem irá controlá-lo. Nesse campo, o código é a forma mais significativa de lei, e cabe aos advogados, aos formuladores de políticas e especialmente aos cidadãos decidir quais valores esse código incorpora. 

## A Teoria de Lessig
A teoria de Lessig é inovadora no momento em que atribui a um elemento intrínseco ao ciberespaço a mesma força reguladora que possui uma lei, ou seja, para Lessig, o código do ciberespaço, isto é, a sua arquitetura, é uma lei, uma compilação de regras de condutas sociais aceitas pelos participantes. 
Lessig defende o reconhecimento de um novo agente regulador da sociedade. Para ele, no espaço real as pessoas reconhecem as leis como agentes reguladores da sociedade, através das constituições, estatutos, e outros códigos jurídicos. No ciberespaço deve-se entender como um “código” diferente regula a sociedade e como o software e o hardware (código do ciberespaço) formam e regulam, ao mesmo tempo, o ciberespaço. .
Parte dessas ideias se fundamenta na relativização do conceito de Constituição como norma fundamental do ordenamento jurídico. Para Lessig, o termo Constituição não significa apenas um texto jurídico, mas sim um estilo de vida, uma arquitetura que estrutura e restringe os poderes sociais e jurídicos, com a finalidade de proteger valores fundamentais. Segundo ele, Constituições nesse sentido são construídas, não achadas. .
Dessa forma, Lessig estabelece que o que quer que seja que defina a arquitetura do ciberespaço (o governo ou o mercado, por exemplo) acaba por criar uma norma fundamental, uma constituição que submete todos os outros envolvidos ou participantes do ciberespaço. No entanto, Lessig infelizmente não enfrentou o tema da legitimação (ou legitimidade) do poder originário na criação dessa norma fundamental.
O outro fundamento para o reconhecimento do código como agente regulador do ciberespaço Lessig extraiu da observação dos fenômenos sociais. Enumerou quatro situações que, embora hipotéticas, são bastante corriqueiras. A partir dessas quatro situações, Lessig desenvolveu quatro temas, sendo cada um referente a uma dessas situações. . Os temas desenvolvidos por Lessig:
- Regulabilidade
- Regulação através do código
- Ambiguidades resultantes do aumento da regulabilidade
- Relações entre os ordenamentos jurídicos coexistentes

### Regulabilidade
A regulabilidade é a capacidade que um governo possui de regular (controlar) os comportamentos (ou condutas sociais) de seus cidadãos de maneira autônoma. Como exemplo de instrumento de regulação para um ordenamento jurídico comum, pode-se citar a sanção penal e a coerção estatal (poder de polícia, por exemplo). Dentro desse tema, Lessig combate o mito de que o ciberespaço não pode ser regulado, além de explicar as recentes transformações pelas quais tem passado o ciberespaço, que passou de uma arquitetura inicialmente anárquica para uma arquitetura de controle e, ao final, mapear o momento oportuno para que o governo promova a regulação do ciberespaço.

### Regulação através do código
Há regulação do comportamento na Internet e no ciberespaço, mas essa regulação é imposta principalmente por meio do código. As diferenças nas regulamentações efetuadas através do código distinguem diferentes partes da internet e do ciberespaço. Em alguns lugares, a vida é razoavelmente livre, em outros lugares, é mais controlado. A diferença entre esses espaços é simplesmente uma diferença nas arquiteturas de controle, isto é, uma diferença no código. 
Assim, Lessig define a Regulabilidade como uma função do código, ou seja da arquitetura do sistema. Dessa forma, algumas arquiteturas do ciberespaço serão mais "reguláveis" do que outras, dessa forma, possibilitarão melhor controle. Cientes desse fato, as entidades que desejarem favorecer um maior controle do ciberespaço (como o governo ou o mercado) irão também favorecer o desenvolvimento de arquiteturas que terão a regulabilidade como prioridade.
Após definir substancialmente o ciberespaço, distinguindo-o mais uma vez da Internet através de numerosos exemplos , Lessig estabelece o que pode ou não pode ser regulado. Visivelmente preocupado com o aumento de poder do Estado, Lessig propõe limites ao poder regulador do Estado baseado nas liberdades individuais essenciais e outras restrições, como o mercado .

### Ambiguidades Resultantes
O terceiro tema é dedicado ao estudo das ambiguidades resultantes do aumento na regulabilidade do comportamento no ciberespaço e da mudança na forma de regular o comportamento no ciberespaço (através do código), em particular os impactos que essas alterações irão trazer para três áreas da vida social e política: 
- Propriedade intelectual [13]
- Privacidade e intimidade [14]
- Liberdade de expressão [15].

São exemplos das ambiguidades: 
- Quanto mais controle, menos liberdade.
- Quanto mais segurança, maior a exposição da intimidade.

Esse tema expressa a preocupação de Lessig com a problemática das antinomias jurídicas. Consiste na tentativa de tornar o ciberespaço, enquanto ordenamento jurídico, mais coerente.

### Relações entre os ordenamentos jurídicos
Nesse tema, Lessig está preocupado com as relações entre os ordenamentos jurídicos coexistentes, mais particularmente na questão da soberania .  e na forma como a arquitetura da Internet é pressionada pelos conflitos de soberania entre os vários ordenamentos jurídicos existentes. 

## Declaração de Independência do Ciberespaço
John Perry Barlow, o fundador da Electronic Frontier Foundation, uma ONG dedicada a preservar o direito de expressão, escreveu uma Declaração de Independência do Ciberespaço  em 8 de fevereiro de 1996 em Davos, Suíça. Esta declaração foi escrita principalmente como resposta a quando foi anunciada a primeira Lei de Telecomuncações nos Estados Unidos.
O documento é uma forte defesa da separação entre a Internet e qualquer governo nacional é declarado que:
- Governo nenhum tem legitimidade para legislar o ciberespaço
- Este espaço não é nacional e não é material.

Ou seja, fala da regra de ouro da Internet, que a comunidade online não admite interferências em sua liberdade de pensar, falar e se organizar. 

## Crimes no Ciberespaço
Os crimes cibernéticos são todos os tipos de crime cometidos via internet ou computadores. Esses crimes podem atingir apenas um usuário ou vários e a finalidade é de acordo com os interesses do infrator. 
As autoridades e os órgãos públicos estão se especializando para tentar combater esses crimes, que a cada dia se tornam mais frequentes, mais perigosos e tomam proporções absurdas, colocando em risco a privacidade no ciberespaço.
Os crimes podem variar de acordo com a intenção e gravidade. Os crimes mais comuns no ciberespaço sem a necessidade de internet são os vírus de computador, os programas e códigos maliciosos, os roubos de informações, fraudes de dados, além de acessos não autorizados. Além desses, existem os crimes utilizando à internet que são inúmeros como pedofilia, apologia as drogas, roubo de senhas e desvios de dinheiros de contas de bancos, invasão de privacidade através dos computadores, pirataria, criação de sites falsos de bancos, pornografia infantil, bulling, entre outros. 
O Brasil é considerado um exportador de criminalidade via internet, os criminosos brasileiros são famosos no mundo inteiro pelos crimes cometidos dentro e fora do Brasil. Os crimes cometidos pelos hackers brasileiros são alterações de home pages, roubos de identidade, fraudes de cartões de créditos, pirataria e outros. 